# 卡文迪什岩
卡文迪什岩（英語：Cavendish Rocks），是南極洲的岩石，位於維多利亞地，處於泰勒冰川中游，在1964年由美國南極名稱諮詢委員命名，現時由南極條約體系管理。